# 정혜옹주 (태종)
정혜옹주(貞惠翁主, ? ~ 1424년 11월 5일(음력 10월 6일))는 조선의 옹주로 제3대 태종(太宗)의 5녀이자 서장녀이며, 어머니는 의빈 권씨(懿嬪 權氏)이다.

## 생애
1419년(세종 1) 찬성 박신(朴信)의 아들 박종우(朴從愚)에게 출가하였고, 세종은 혼인을 기해 그녀를 정혜옹주로 봉하고 남편 또한 자헌대부(資憲大夫) 운성군(雲城君)으로 삼았다. 정혜옹주는 결혼한 지 5년만인 1424년에 죽었고 세종은 이에 조회와 저자를 정지하고 쌀·콩 1백 석과 종이 1백 권을 부조하였다. 박종우는 이후 재취하였고 계유정난에 협력하여 정난공신(靖難功臣) 1등에 책록되고 운성부원군(雲城府院君)으로 봉해졌다.

## 가족 관계
친정 전주 이씨(全州 李氏) 
- 아버지 : 제3대 태종(太宗, 1367~1422, 재위: 1400~1418)
- 어머니 : 의빈 권씨(懿嬪 權氏, 1384년-?)

시가 운봉 박씨(雲峰 朴氏)
- 시아버지 : 의정부참찬 혜숙공 박신(議政府贊成 惠肅公 朴信, 1362~1444)
- 시어머니 : 진천 송씨(鎭川 宋氏)
  - 부마 : 운성부원군 성렬공 박종우(雲城府院君 成烈公 朴從愚, 1405년~1464년)

## 관련 문화재
- 남양주 수종사 부도 사리장엄구 - 보물 제259호
- 남양주 수종사 사리탑 - 보물 제2013호